# Bribir
Bribir is een plaats in Kroatië in de provincie Primorje-Gorski Kotar en in de gemeente Novi Vinodolski. De plaats telde in 2001 1.695 inwoners en ligt 5 km van de Noord-Kroatische kust, de Kvarner baai. 